# Francesca Gardiner
Francesca Gardiner (nacida en noviembre de 1983, 41 años) es una guionista de televisión británica.
Gardiner es conocida sobre todo por ser la showrunner de la próxima adaptación homónima de Harry Potter para HBO. También ha escrito para His Dark Materials, The Rook y The Man in the High Castle. También fue acreditada como productora asesora de Succession y coproductora ejecutiva de Killing Eve.

## Primeros años
Gardiner nació en noviembre de 1983 y es hija del director de orquesta británico John Eliot Gardiner y de la violinista Elizabeth Wilcock.
Creció en su granja familiar de 650 acres en la zona rural de Dorset. Asistió a la Bryanston School. Tiene dos hermanas menores, Josephine y Bryony. Gardiner asistió a la Escuela Nacional de Cine y Televisión de Londres.

## Trayectoria
Gardiner trabajó como coproductora ejecutiva en Killing Eve y fue contratada por Emerald Fennell durante la segunda temporada de la serie para ser «amiga de los guionistas» y servir de enlace entre éstos y los actores.
Durante la tercera y cuarta temporada de Succession, de HBO, Gardiner fue acreditada como productora asesora de la serie y trabajó en la sala de guionistas.
Gardiner trabajó como productora ejecutiva en la adaptación televisiva de His Dark Materials. Se unió a la serie como guionista durante la segunda temporada. Gardiner escribió los dos últimos episodios de la serie.
En junio de 2024, Gardiner fue contratada como showrunner y productora ejecutiva de la adaptación televisiva de Harry Potter para HBO. Gardiner se unió al proyecto junto a Mark Mylod, que también ejercería de productor ejecutivo y dirigiría varios episodios de la serie. Ambos habían trabajado juntos en Succession. La hermana de Gardiner, Josephine, se unió más tarde a la sala de guionistas de la serie.

## Vida privada
Gardiner tiene una hija con su actual pareja.

## Filmografía
Series de televisión
| Año       | Título                     | Escritora | Productora ejecutiva | Creadora | Showrunner | Notas                                |
| --------- | -------------------------- | --------- | -------------------- | -------- | ---------- | ------------------------------------ |
| 2014      | Transporter: The Series    | Sí        | No                   | No       | No         | 2 episodios                          |
| 2015      | Crossing Lines             | Sí        | No                   | No       | No         | 1 episodio                           |
| 2016      | Medici                     | Sí        | No                   | No       | No         | 1 episodio                           |
| 2016      | The Man in the High Castle | Sí        | No                   | No       | No         | 1 episodio                           |
| 2019      | The Rook                   | Sí        | No                   | No       | No         | 2 episodios                          |
| 2019      | Killing Eve                | No        | Sí                   | No       | No         | Coproductora ejecutiva (8 episodios) |
| 2020–2022 | His Dark Materials         | Sí        | Sí                   | No       | No         | 5 episodios                          |
| 2021–2023 | Succession                 | Sí        | No                   | No       | No         | Acreditada como productora asesora   |
| 2027      | Harry Potter               | Sí        | Sí                   | Sí       | Sí         | Serie de televisión de HBO           |